# 万贵妃 (明朝)
恭肅皇貴妃萬氏（1430年—1487年），罪惟錄称其本名为萬貞兒，後世多稱為萬貴妃，山東諸城縣人，四歲時就被選入明朝宮廷，一開始是孝恭章皇后的宮女。長大後，被派遣至東宮去服侍當時還是皇子的憲宗朱見深，作為朱見深幼年時期的保姆，兩人感情十分深厚。
當明憲宗十六歲即位時，萬貴妃的年紀有三十五歲了，與明憲宗生母孝肅皇后同歲，比明英宗只少三歲。個性機警，善於迎合明憲宗的意思，不久進讒言使明憲宗廢了皇后吳氏，得以進掌六宮。每次明憲宗來看看後宮時，萬氏都隨侍在側，可以說是明憲宗最喜愛的夫人。成化二年正月，懷胎生下明憲宗的皇長子，明憲宗大喜，遣中使祭祀諸山川，遂封為貴妃。同年十一月，皇長子薨，萬貴妃則沒有再受孕，後來進尊皇貴妃。
成化二十三年春天，因暴疾過世，明憲宗大悲，為此輟朝七日，諡曰恭肅端慎榮靖皇貴妃，葬天壽山。因為備受憲宗寵愛，萬貴妃是明史上第一位在世至死皆为皇貴妃的人物。

## 生平
万贵妃的父親萬貴為縣吏，宣德年間因犯法被發配順天府霸州，故万贵妃四歲時，被選入宮充當孫太后的宮女。万贵妃生性聰明，及笄後充任仁壽宮小答應。正統十四年（1449年），明英宗御駕親征在土木堡被瓦剌俘虜，孫太后及朝臣擁立英宗弟郕王朱祁鈺為帝，是為明景帝，同時立年僅兩歲的英宗子朱見深為太子。孫太后為免有人對太子不利，親自撫養太子，並委派萬氏為太子朱見深貼身保姆，故兩人才親密非常。
朱見深為皇太子時，比他年長十七歲的萬氏是他身邊的保姆宮婢，心性機警，善於迎奉其意。景泰元年（1450年），明英宗被瓦剌釋放回北京，被明景帝軟禁在南宮。景泰三年（1452年），明景帝改以自己的兒子朱見濟為太子，將侄兒朱見深廢黜幽禁，於是朱見深與萬氏相依為命。万历年间的野史《万历野获编》卷三载，描述万氏“丰艳有肌”，“上每顾之则为色飞”，在明末清初查继佐撰写的野史《罪惟錄》中，描述万氏“貌雄声巨，类男子”。
景泰八年（1457年）發生奪門之變，明英宗復位，朱見深復為太子。明英宗得知朱見深與萬氏之事後，認為大齡宮婢勾引誘惑年少太子，責以一百大板，給朱見深另外選妃。但值得一提是，明英宗有兩名妃嬪：樊順妃及楊安妃皆比明英宗年長十三歲。明憲宗朱見深登基為帝，封萬氏。雖未獲封，但卻寵冠后宮，皇后吳氏與她不合，加以杖责，明憲宗就廢掉了皇后。憲宗每每遊幸的時候，萬妃都戎服前驅。成化二年（1466年）正月，萬貴妃生下兒子，憲宗大喜，遣中使祀諸山川，冊封萬氏為貴妃及柏氏為賢妃。但皇長子未滿周歲就夭折，憲宗和萬貴妃都悲痛非常。且朝中多人上书：“陛下要广施恩泽”，憲宗回道：“宫中之事，朕自有处”，到最后甚至直接放话：“再有上书万贵妃者，发配边疆”。成化五年（1469年），柏贤妃诞下朱祐极，宪宗顾虑到万贵妃的心情而推立太子。
紀淑妃及皇太子朱祐樘出現之前，正式冊封後宮只有吳廢后、王皇后、萬貴妃及柏賢妃。除萬氏外，吳氏、王氏、柏氏皆是英宗所賜，看得出憲宗幾乎獨寵貴妃。
后来宪宗偶然临幸纪女史，有娠。事后宪宗为了不让万贵妃伤心，对万贵妃说：“纪氏没有怀孕，只是肚子里长了瘤子”，并把纪氏藏匿在别处。随着朱祐极的夭折。内阁逐渐知道皇帝在西内有个孩子，纷纷出主意让他们父子相认。昭德宫内侍也在想办法劝说，万贵妃知情后大惊道：“你们为何唯独不让我知道这事？”，并且赶紧将朱祐樘和其生母纪氏接进宫里，以很重的礼数对待他们，万贵妃更是一度亲自照顾朱祐樘，外界知道后都对万贵妃的大度称赞有加，但纪氏因病另居，久不得见，诸臣因此事而希望宪宗把纪氏接到近一些的地方。
朱祐樘的生母纪氏去世后，由周太后出面抚养，并警告年幼的朱祐樘不要喝万贵妃给的汤，万贵妃试图与朱祐樘调整关系，给东宫送去鹦鹉。由于朱祐樘受过挑拨，竟将鹦鹉砍死。
成化十二年（1476年）十月初八戊寅，明憲宗以定西侯蔣琬為正使，禮部尚書兼文淵閣大學士萬安為副使，持節冊貴妃萬氏為皇貴妃，邵氏為宸妃，王氏為順妃，梁氏為和妃，王氏為昭妃。
因为鹦鹉之事，万贵妃劝说宪宗易储给兴王朱祐杬，矛盾逐渐显露，终于因为泰山地震，易储的事情才作罢。
多年以后宪宗依旧专宠万贵妃。成化二十三年春，萬貴妃病逝，享年58岁。宪宗得知万贵妃死后，怃然曰：“万妃已去，我也不久矣”。为万贵妃辍朝七日，并主持她的葬礼一如皇后之例。谥万贵妃为恭肃端慎荣靖皇贵妃，厚葬于天寿山某处，后世将此处取名为万娘娘坟（今十三陵鎮行政所轄万娘坟村），列入明十三陵周邊保護項目之一。数月之后，宪宗悲伤过度而亡，享年41岁。因此万贵妃被《万历野获篇》评价为“自古妃嫔承恩最晚、而最专最久者，未有如此”，是中國皇室中最深情的姐弟戀。
明孝宗朱祐樘登基為帝之后不久，魚台縣丞徐頊請求逮捕當時診視紀太后的諸位醫官，以及逮捕萬氏家屬，查問紀太后過世時的真實狀況，但周太皇太后和王太后出面劝阻，后来孝宗表示这违反先帝（宪宗）的意思，拒绝了他们，从而不了了之。

## 争议
据官修《明史》记载萬貴妃心腸狠毒，因年紀已大，以後也沒有再生育，當不了皇太后，因此她對其他能生育的妃嬪非常痛恨，數次強行給其他妃嬪墮胎，連成化帝也不能制止。明孝宗生母紀淑妃暴死，外界傳聞是萬貴妃毒死。後來萬妃亦要求明宪宗廢掉孝宗的太子之位。
但据学者考证《明史》这段故事出自成书于明末的《胜朝彤史拾遗记》的野史，因为连文字都基本一样。而这本野史的作者毛奇龄也参与了《明史》的编纂。又《胜朝彤史拾遗记》书中所记，本是出自万历年间于慎行编的《谷山笔尘》這本歷史雜記來的，原始出处据于慎行在书中所说，是由南京宫内的一个老太监那里听来的，此时距万贵妃去世已经过去了105年之久，从一个南京老太监那里听来的发生在一百多年前北京皇宫里面的故事，可靠性存疑。据《宪宗实录》，文官奏章无一提及此事。且宮中一向就厌恶万贵妃的宪宗母亲周太后比宪宗活得还长，有关国本的大事于情理不可能袖手旁观。
据《明史·纪太后传》：“生孝宗，使门监张敏溺焉。敏惊曰：“上未有子，奈何弃之。”意思是，（成化六年）孝宗出生，命令太监张敏将婴儿淹死，张敏吃惊地说：「皇帝还没有儿子呢，怎能这样做！？」然而成化六年时，不管是《明史》还是《明实录》都明确记载，宪宗第二子朱祐极已經出生在世，且在朱祐樘出生之后过了好几年才去世。在朱佑樘被立为太子以后三年，《明史‧列傳 ,159卷 》和《明实录》里面还有一段张敏和皇帝对话的记录：他想诬告浙江按察使杨继宗（成化14年-成化17年任），因为杨继宗得罪了他弟弟中官張慶，但是朱见深没有理睬。之后张敏冒死抚养朱祐樘，后者被立为太子后自杀之类的事件之真實性也都存疑，因為根據紀錄，張敏為福建泉州府同安縣青嶼鄉（金門本島東北隅）鄧茂七事件後，兄弟晉淨身於南京入宮的，《金門縣志》載張敏死於成化二十一年，而《明史·后妃傳》則云張敏死於成化十一年，帶皇子認親之時，此处是有矛盾。
至于万贵妃在官修《明史》的记载，乾隆帝認為根本是野史傳聞，太不合理，亲自写了《駁明憲宗懷孕諸妃皆遭萬妃逼迫而墮胎》予以驳斥，收錄在《乾隆御批通鑑》。
《明史·商輅傳》則是載有宮中處於和諧，而非宮鬥的狀態：疏曰：「皇子聰明岐嶷，國本攸系。重以貴妃保護，恩逾己出。但外議謂皇子母因病別居，久不得見。宜移就近所，俾母子朝夕相接，而皇子『仍』藉撫育於『貴妃』，宗社幸甚。」由是紀妃遷永壽宮。在《名臣經濟録 〈四庫全書本/卷十三》一篇名為〖題修德政弭災異事，商輅〗中，也記載著皇后照顧皇子之事：「臣等仰惟皇上至仁大孝通於天地，光於祖宗誕生皇子聦明岐㠜，國本攸係天下歸心。重以貴妃殿下躬親撫育，保護之勤，恩愛之厚，踰於巳出。凡內外群臣以及都城士庶之門聞之，莫不交口稱讚，以為貴妃之賢，近代無比，此誠宗社無疆之福也。但外間皆謂，皇子之母因病另居，久不得見，揆之人情事體誠為未順。伏望皇上勅令就近居住，皇子仍煩貴妃撫育，俾朝夕之間便於接見。庶得以遂母子之至情，愜衆人之公論，不勝幸甚，臣等職居輔導偶有所聞，不敢緘黙，謹具題知伏候聖裁。」

## 相关演义
根據《明史演義》記載，她原是孝恭章皇后的宮女，時為太子的憲宗朱見深两岁的时候被孫太后派去做他的保姆。她一直照顾朱見深，在朱見深登基為帝以前，便入事東宮。
史書中的萬貴妃比憲宗朱見深年長17年，這與香港電視劇《皆大歡喜》的描述有所不同，但兩者同樣心狠手辣，做事不擇手段。

## 影视作品
| 影視作品                             | 飾演的演員 |
| 1997年台灣古裝劇：《天師鍾馗》       | 林秀君     |
| 2001年香港長篇處境喜劇：《皆大歡喜》 | 車婉婉     |
| 2011年中國大陸古裝劇：《后宮》       | 杨怡       |
| 2011年武侠電影《龙门飞甲》           | 張馨予     |
| 2015年古装探案喜剧《医馆笑传》       | 海陸       |
| 2015年香港古装剧《刀下留人》         | 康華       |
| 2020年中國大陸古裝劇《成化十四年》   | 賈靜雯     |